# BlackBerry Q5
Le BlackBerry Q5 (connu sous le nom de BlackBerry R10 dans les premières rumeurs diffusées par la presse) est le troisième appareil BlackBerry bénéficiant du système d'exploitation BlackBerry 10.
Il a été dévoilé le 14 mai 2013 et était un milieu de gamme dans les années de sa fabrication. La communication faite par la société BlackBerry le présentait comme ciblant principalement les pays émergents, mais le smartphone a été également lancé en Europe, et notamment en France.

## Différences Q10 / Q5
Reprenant la majeure partie des caractéristiques de son homologue évolué le BlackBerry Q10, il ne s'en distingue que par quelques caractéristiques :
- Aspect général plus sobre, avec un côté visuellement moins luxueux.
- Une batterie de capacité identique au Q10, mais ici non amovible.
- La mémoire interne est de 8 Go pour le Q5, tandis qu'elle est de 16 Go pour le Q10.
- La capacité maximale accepté sur une carte d'extension micro SD est de 32 Go pour le Q5, contre 64 Go pour le Q10.
- L'écran est de même taille et résolution, mais sa technologie est différente (AMOLED pour le Q10, LCD pour le Q5)